# Pfu-Polymerase
Die Pfu-Polymerase ist ein Enzym aus dem thermophilen Archaebakterium Pyrococcus furiosus. Es ist eine thermostabile DNA-Polymerase mit einer Korrekturlese (engl. proof-reading)-Funktion, die in der biochemischen Laborarbeit bei der Polymerase-Kettenreaktion (PCR) verwendet wird.
Die DNA-Synthese erfolgt wie bei allen DNA-Polymerasen in 5'→3'-Richtung. Die Korrekturlesefunktion der Pfu-Polymerase (3'→5' Exonukleaseaktivität) sorgt dafür, dass der neu synthetisierte DNA Strang fortlaufend auf Fehlpaarungen überprüft wird, welche umgehend mit dem Ausbau des fehlerhaften und dem Einbau des korrekt basenpaarenden Nukleotids korrigiert werden. Die Pfu kommt in der Molekularbiologie hauptsächlich bei denjenigen PCR-Reaktionen zum Einsatz, die sequenzexakte DNA-Amplifikate liefern müssen. Für die übrigen PCR-Operationen ist die wesentlich günstigere und schnellere, dafür weniger akkurate Taq-Polymerase ausreichend.
Anders als Taq-Polymerasen, erzeugt die Pfu keine 3′-Überhänge aus Adenosylresten, sondern liefert "glatte Enden" (engl. blunt ends). Damit ist das Klonieren von blunt end geschnittener DNA möglich.
Die read-ahead-Funktion der Pfu-Polymerase ist gekennzeichnet durch das Vorauserkennen von Uracil in DNA-Strängen. Uracil kann durch Desaminierung von Cytosin entstehen und würde eine Basenpaarung mit Adenin zur Folge haben (A:U statt G:C) – sie kommt normalerweise nicht in DNA vor. Die spezifische Funktion der Pfu-Polymerase ist nun, bei Erkennen von Uracil, die DNA-Synthese zu stoppen. Andere Reparaturenzyme übernehmen dann die Korrektur der DNA. Uracil bzw. dUTP führt bei einer Verwendung der Pfu-Polymerase in einer Polymerasekettenreaktion (PCR) zu einer geminderten Syntheserate, was als dUTP-poisoning (dUTP-Vergiftung) bezeichnet wird. Dagegen werden dUTPasen zugesetzt. Alternative thermostabile DNA-Polymerasen, die in der PCR eingesetzt werden, sind beispielsweise die Pwo-Polymerase (mit proof-reading) und die Taq-Polymerase (ohne proof-reading).